# Château de la Tournelle

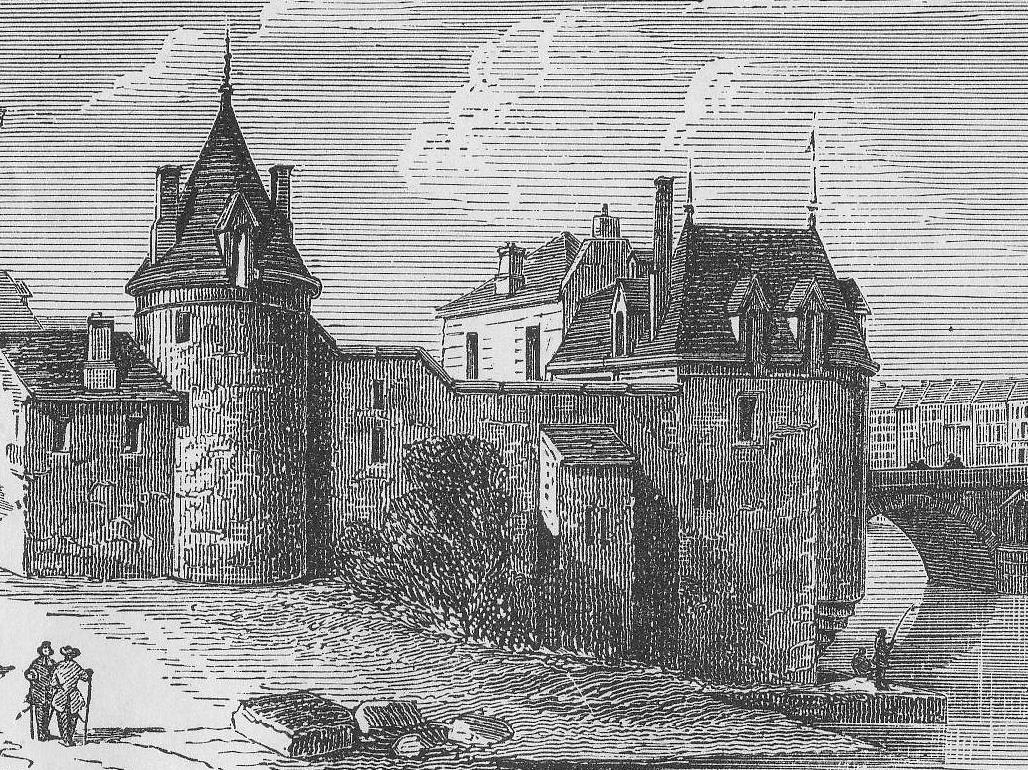
Château de la Tournelle. Gravyr från 1886.

Château de la Tournelle var ett slott som låg vid Quai de la Tournelle vid Seine i Paris femte arrondissement.
Slottet byggdes under Karl VI av Frankrike (regent 1380–1422) och ersatte då ett torn från början av 1200-talet. Dess uppgift var att fungera som en militärbas och befästning som kunde förhindra ett anfall mot staden längs Seine. Det tillhörde kungahuset men användes inte som kunglig bostad; Henrik II avled dock där 1559. Det förlorade så småningom sin militära betydelse. 
Efter 1632 användes det som fängelse för fångar som hade dömts till att bli galärslavar, innan de kunde forslas vidare till Marseille. Fängelset revs 1792.  